# Kokošnik

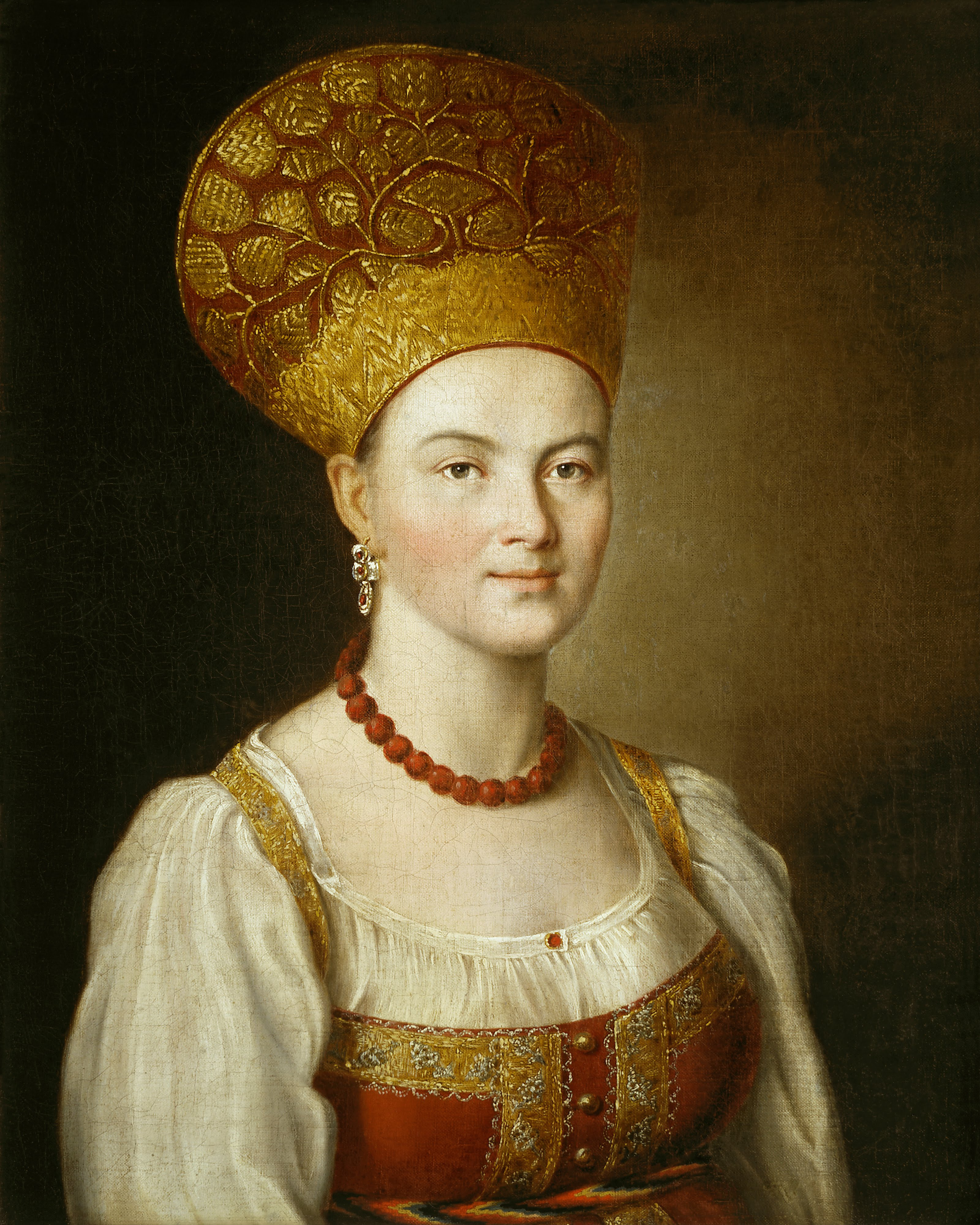
Ritratto di una ragazza in costume russo di Ivan Argunov, 1784. La modella indossa un grande kokošnik sul capo.

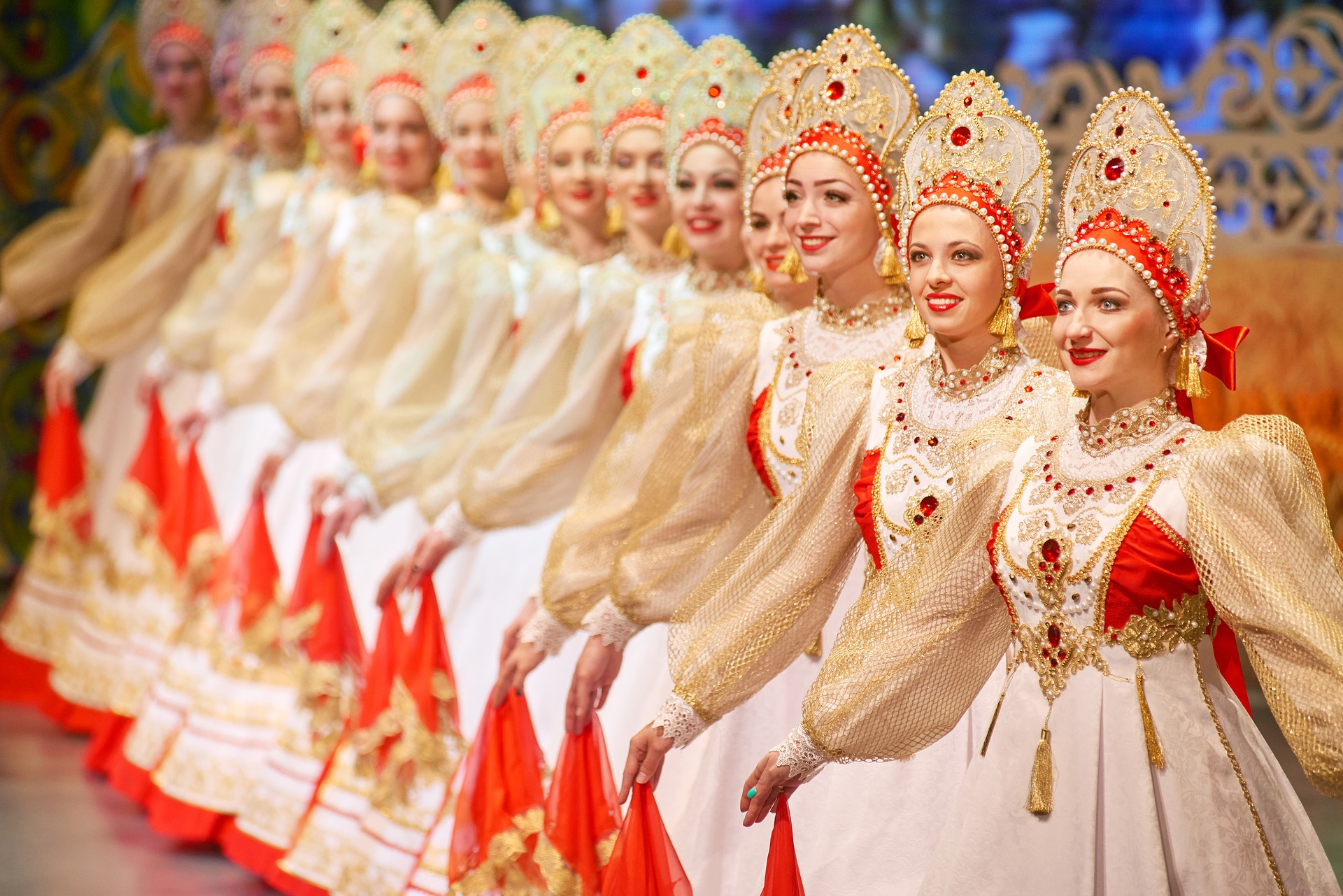
Gruppo di danzatrici russe con kokošnik sul capo nel 2017

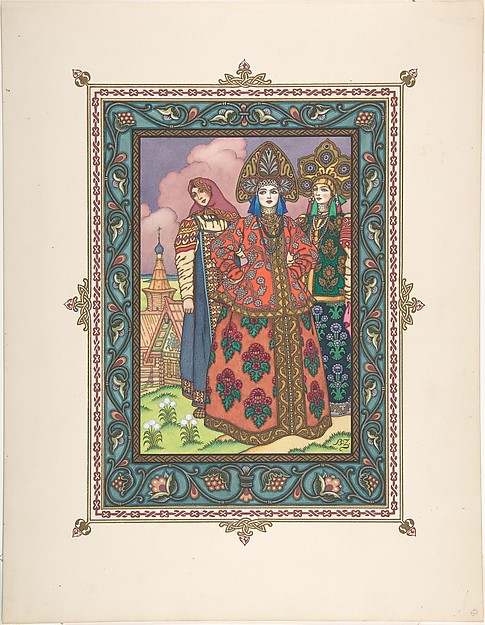
Illustrazione di Boris Zvorykin, nella quale appaiono tre donne, due delle quali indossano un kokošnik.

Il kokošnik (in cirillico: коко́шник?, [kɐˈkoʂnʲɪk]) è un copricapo tradizionale russo indossato da donne e ragazze per accompagnare il sarafan. La tradizione del kokošnik risale al X secolo nell'antica città russa di Velikij Novgorod. Si diffuse dapprima nelle regioni settentrionali della Russia ma divenne molto popolare in tutto il paese tra XVI e XIX secolo. È ancora oggi una parte importante del costume da danza russo e della cultura popolare al punto da ispirare la cosiddetta architettura kokošnik.

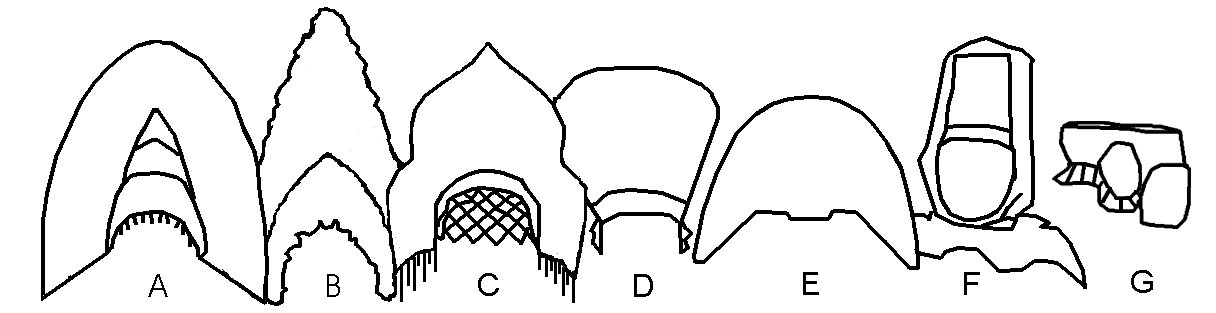
Sette tipologie differenti di kokošnik

## Panoramica
Storicamente un kokošnik era il copricapo usato dalle donne sposate, anche se spesso le serve di casa indossavano copricapi simili al kokošnik, ma aperti sul retro, chiamati povjazka. La parola kokošnik indica una gran varietà di copricapi indossati in tutta la Russia, inclusi i tipici cappelli cilindrici di Velikij Novgorod, i cappelli a due punti detti kika di Vladimir, la kika triangolare di Kostroma, i piccoli cappelli di perline di Kargopol' e i kokošnik scarlatti di Mosca.
Mentre in passato il kokošnik variava molto nello stile, attualmente esso si è unificato nella forma di una cresta alta come copricapo, fissata sul retro da lacci stretti. La cresta può essere decorata con perle o decorazioni in oro, oppure essere più semplice con fiori e piante. Il resto del capo è decorato solitamente con perle. Mentre indossa il kokošnik, solitamente una donna tiene i capelli intrecciati. Questo copricapo è infatti spesso combinato alla treccia russa.

## Storia

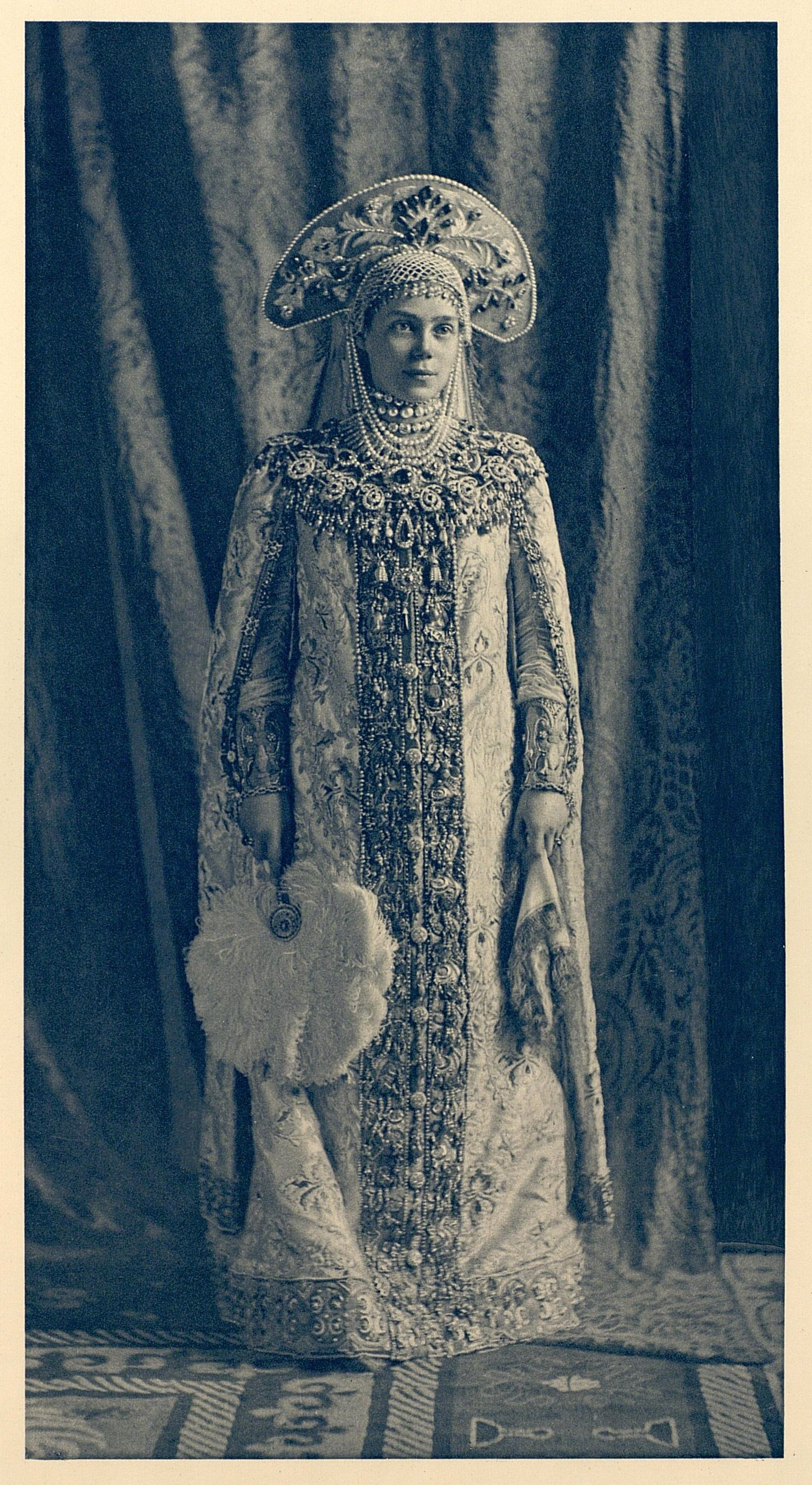
La granduchessa Ksenija Alexandrovna di Russia

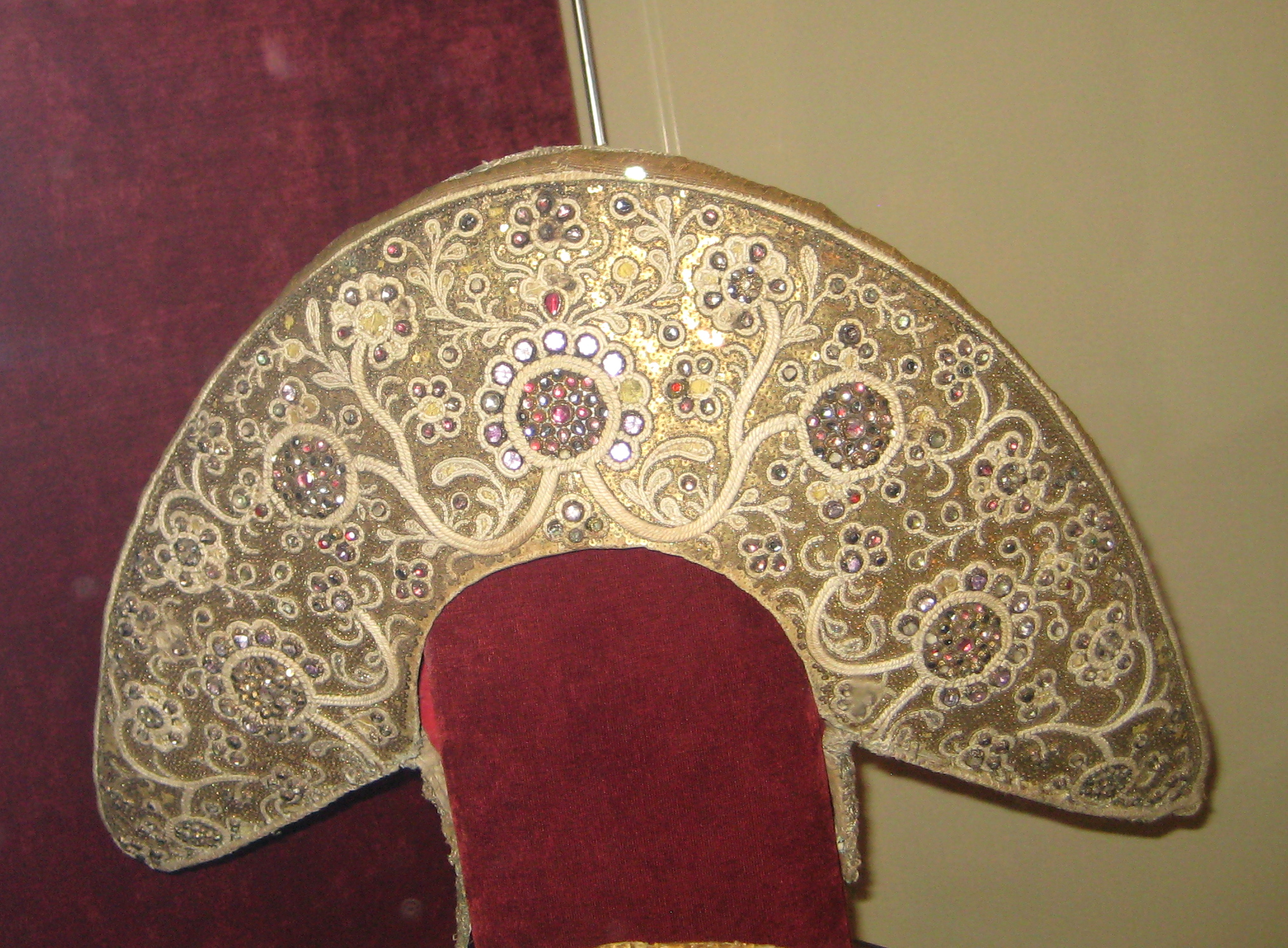
Un kokošnik del XIX secolo della Russia centrale

La parola kokošnik si trova per la prima volta nei documenti del XVI secolo, e viene dall'antica parola slava kokoš, che significa gallina o gallo. Ad ogni modo, i primi copricapi che corrispondono alla descrizione dei moderni kokošnik risalgono al X-XII secolo e sono stati ritrovati in alcune sepolture di Velikij Novgorod.
Durante la ripresa dello stile tradizionale russo all'inizio del XIX secolo, le tiare e i diademi dell'aristocrazia andarono a riprendere proprio le forme del kokošnik tradizionale, anche se si ispirarono talvolta alla moda del rinascimento italiano ed al french hood.
Il kokošnik rimase in utilizzo corrente e tradizionale presso le classi meno abbienti nelle occasioni speciali perlomeno sino alla rivoluzione russa.
Dopo la rivoluzione, furono gli émigré a introdurre il kokošnik nel resto delle mode europee. Lo stile apparve chiaro nell'abito di nozze di Maria di Teck, futura regina consorte del Regno Unito, del 1893.
La regina Maria di Romania indossò spesso una tiara appositamente creata per lei da Cartier a riprendere le forme di un kokošnik russo per il suo ritratto del 1924 dipinto da Philip de László.
Uno degli abiti della senatrice Padmé Amidala nella saga di Star Wars è basato sul costume tradizionale russo e presenta sul capo un kokošnik.
I fan della Russia al campionato mondiale di calcio del 2018 indossavano delle versioni semplificate di questo copricapo. Negli ultimi anni è tornato di moda il kokošnik floreale. Il kokošnik è anche un popolare souvenir russo.

## In architettura
Il kokošnik ha dato il proprio nome anche ad un frontone decorativo in architettura che è divenuta uno degli elementi tipici dell'architettura russa dal XVI secolo in poi.

## Galleria d'immagini

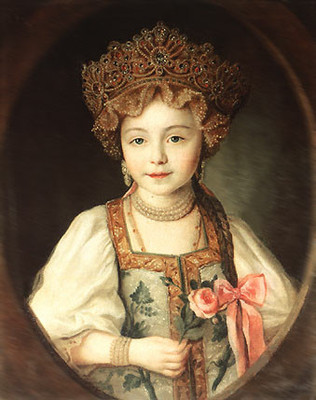
La giovane granduchessa Aleksandra Pavlovna di Russia con un kokošnik ed un sarafan negli anni '90 del Settecento.
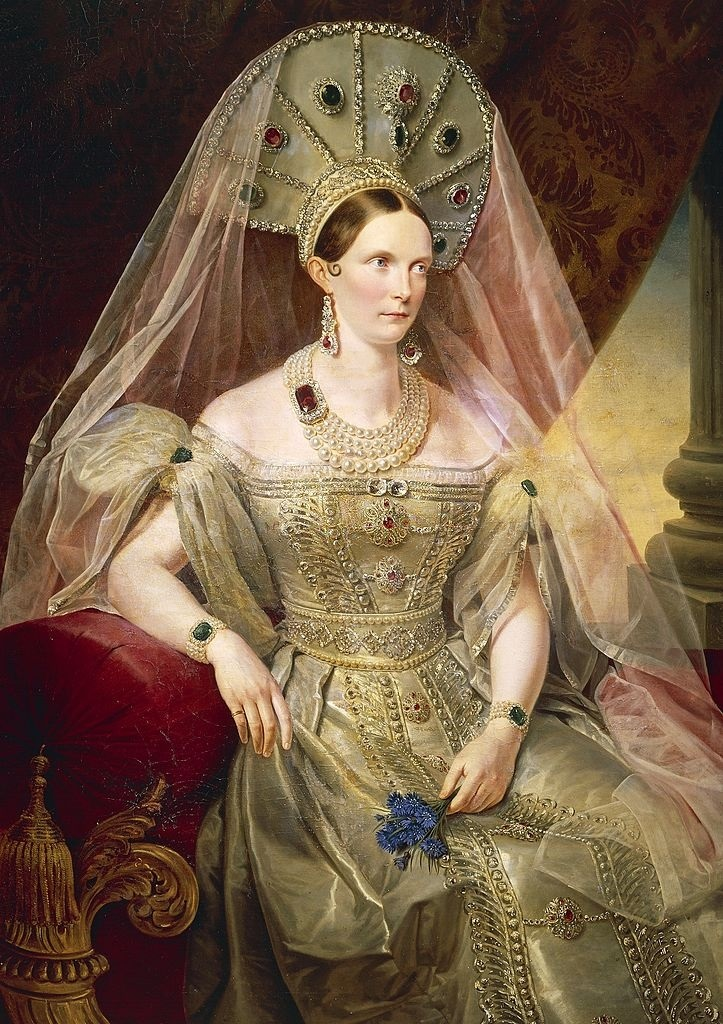
La zarina Alessandra Fëdorovna con un kokošnik nel XIX secolo.
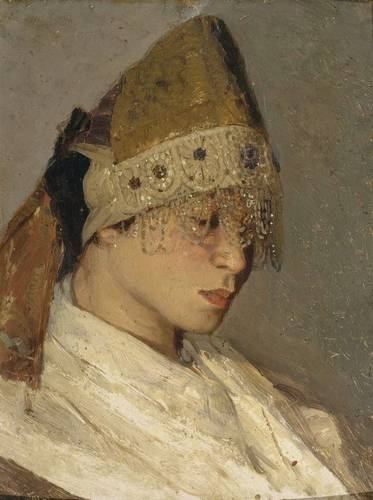
Ragazza con kokošnik di Michail Nesterov, 1885.
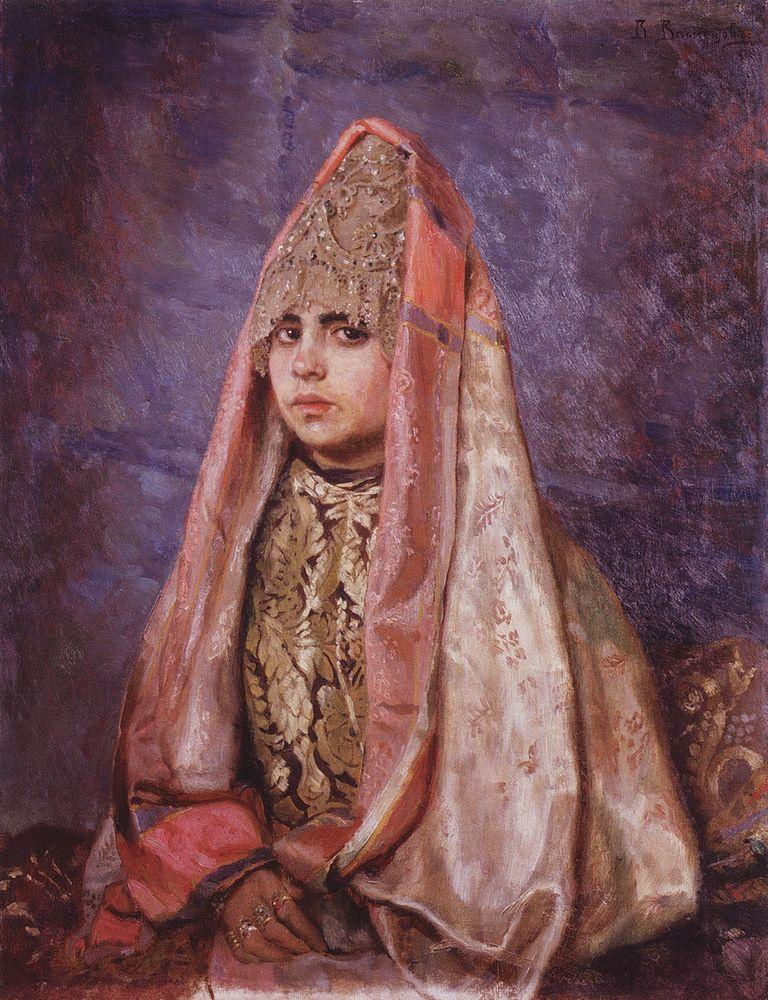
Boiarda di Viktor Vasnecov (ritratto di V. S. Mamontova), 1884.
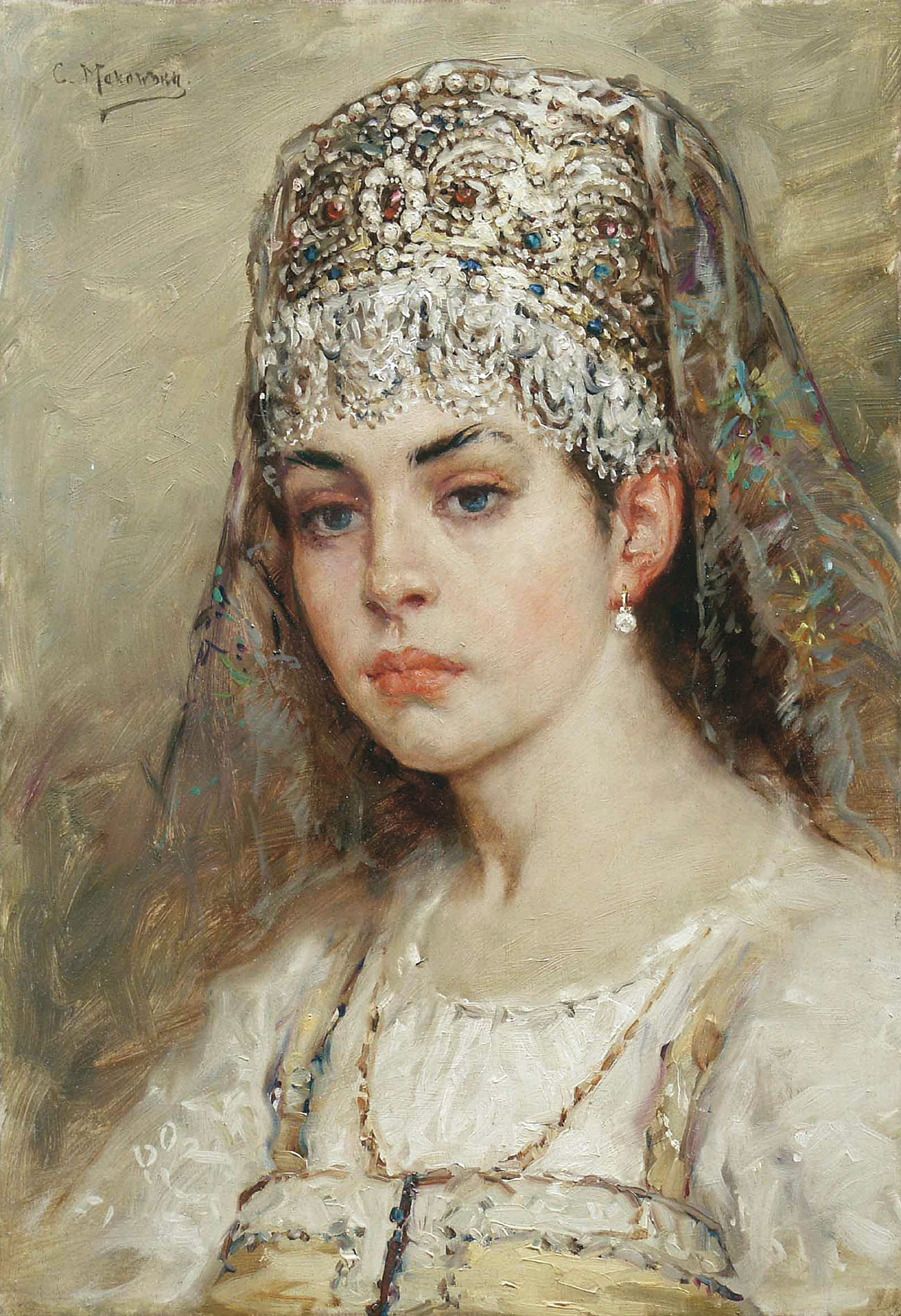
Boiarda con un kokošnik coperto da un velo. Dipinto del XIX secolo di Konstantin Makovskij.
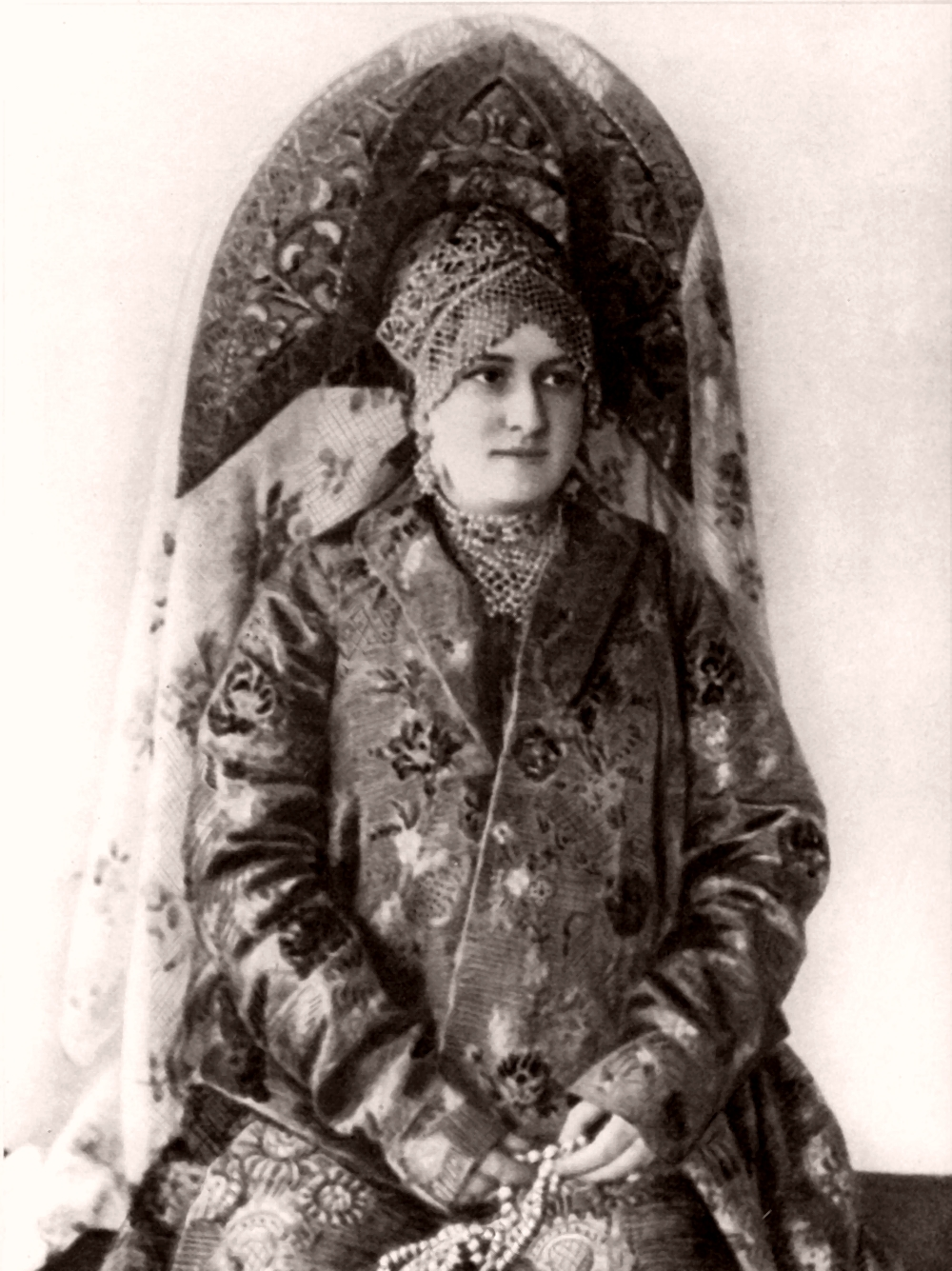
Donna che indossa un grande e ricco kokošnik a due corni. XX secolo.
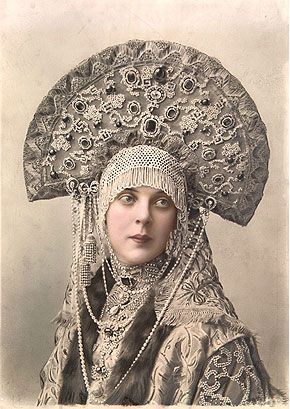
La principessa Ollga K. Orlova al ballo in maschera del 1903. Fotografia di Elena Mrozovskaja.
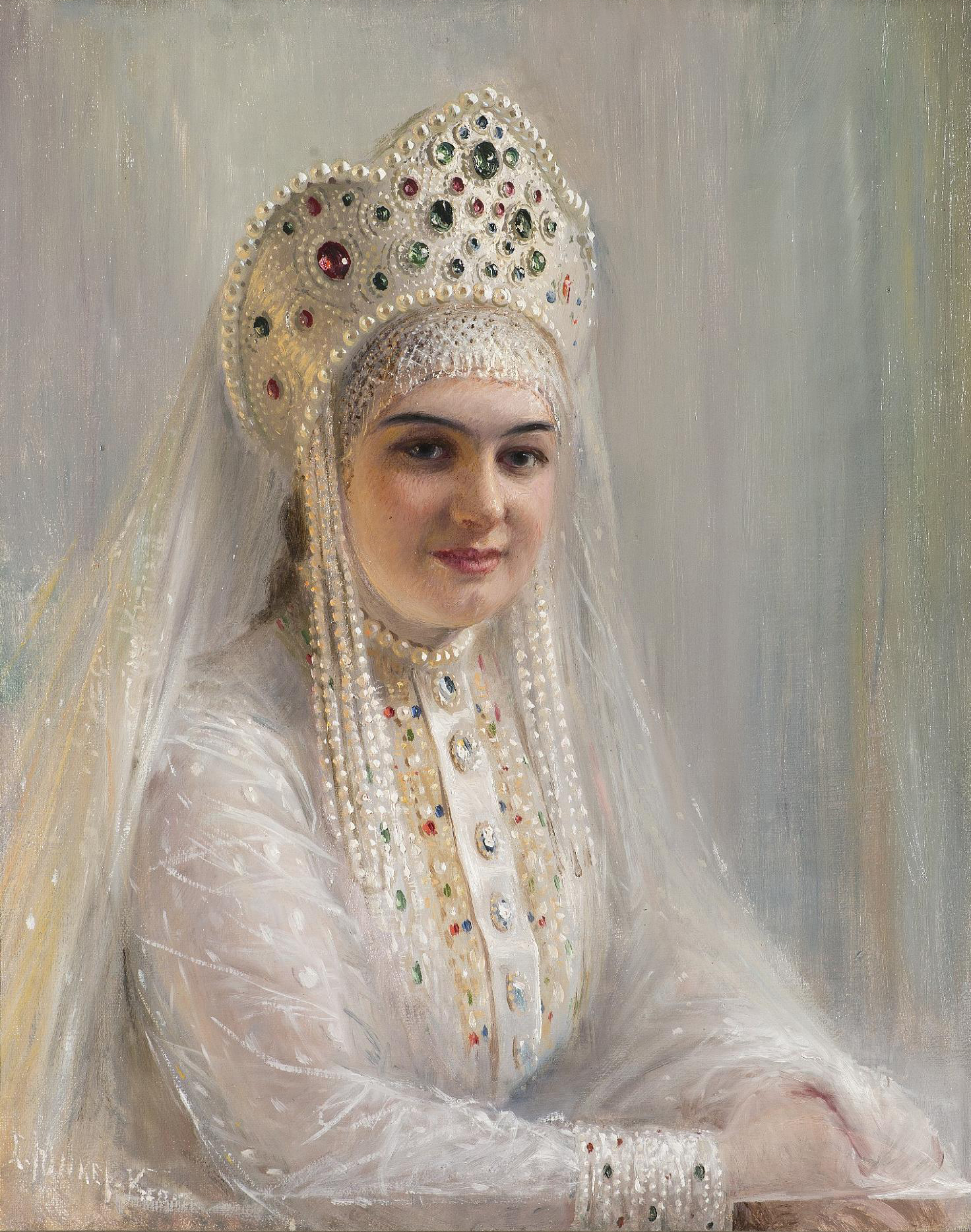
Ragazza con kokošnik di Sof'ja Ivanovna Kramskaja